# Eumerus tugajorum
Eumerus tugajorum är en tvåvingeart som beskrevs av Stackelberg 1952. Eumerus tugajorum ingår i släktet månblomflugor, och familjen blomflugor.
Artens utbredningsområde är Tadzjikistan. Inga underarter finns listade i Catalogue of Life.